# Sambolagen
Sambolagen (2003:376) är en svensk lag som reglerar vissa ägandeförhållanden mellan sambor i Sverige. Den används oftast när samboförhållandet upphör, till exempel när en flyttar eller dör. Lagen ersatte vid införandet de två lagarna från 1987 om sambors gemensamma hem respektive om homosexuella sambor.

## Omfattning
Sambolagen gäller bara för dem som inte är gifta eller registrerade partner. 
Man kan avtala om att viss egendom inte skall ingå i en bodelning, men då krävs det ett skriftligt avtal. Avtalet behöver inte registreras eller bevittnas. 
Sambolagen gäller enbart för sambornas gemensamma bostad och bohag (möbler och annat). Lagen gäller inte för till exempel bankkonton, aktier, bilar, båtar eller sommarstugor. Den sambo som äger detta ska behålla det även efter separationen. 
I bodelningen ingår det som samborna förvärvat för gemensam användning. Det spelar ingen som helst roll vem som har betalat mest. Enligt bodelningsreglerna så ingår inte det som den ena parten ägde innan den andre flyttat in. Det gäller även om man delat på kostnaderna.
"Den sambo som bäst behöver bostaden eller bohaget har, om det är skäligt, rätt att få egendomen. Om den andra sambon inte får annan egendom ur det gemensamma hemmet till samma värde, skall den sambo som övertar bostaden eller bohaget betala motsvarande belopp i pengar till den andra sambon."
- Sambor ärver inte varandra.
- Sambor har ingen underhållningsskyldighet för varandra. (Söker någon bidrag så räknas dock hela hushållets ekonomi ihop, enligt socialtjänstlagen)
- Ska sambon ärva vissa ägodelar måste detta anges i ett testamente.
- Sambor  får  sedan  2018  adoptera  barn  under  samma  förutsättningar som gifta par. Det innebär att de kan adoptera gemensamt och att den ena sambon kan adoptera den andra sambons barn. Efter en adoption har samborna gemensamt vårdnaden om barnet.
- Sambor som får barn tillsammans måste ansöka om gemensam vårdnad samt att fadern till barnet måste erkänna sitt faderskap. Vid födsel får moder vårdnad om barnet per automatik.